# Piękna i Bestia (serial telewizyjny 2012)
Piękna i Bestia (ang. Beauty and the Beast, 2012–2016) – amerykański serial obyczajowy stworzony przez Sherri Cooper i Jennifer Levin. Wyprodukowany przez CBS Television Studios, Take 5 Productions i Whizbang Films.
Światowa premiera serialu miała miejsce 11 października 2012 roku na antenie The CW.

Serial miał swoją premierę 24 czerwca 2013 roku na kanale AXN Spin.

15 października 2015 roku, stacja The CW ogłosiła, że czwarty sezon będzie finałową serią

## Fabuła
Catherine Chandler (Kristin Kreuk) to błyskotliwa pani detektyw, która przed dziewięcioma laty była świadkiem morderstwa swojej własnej matki. Sprawca szybko wpadł w ręce tajemniczej bestii. Po latach poszukiwań Catherine odnajduje bestię, czyli Vincenta Kellera i dowiaduje się, że pod osłoną nocy mężczyzna tropi i likwiduje lokalnych przestępców.

## Obsada
- Kristin Kreuk jako Catherine Chandler
- Jay Ryan jako Vincent Keller
- Max Brown jako Evan Marks
- Nina Lisandrello jako Tess Vargas
- Austin Basis jako J.T. Forbes
- Brian J. White jako Joe Bishop
- Nicole Anderson jako Heather Chandler

## Spis odcinków
| Sezon | Sezon | Odcinki | Oryginalna emisja    | Oryginalna emisja | Oryginalna emisja | Oryginalna emisja    | Oryginalna emisja |
| Sezon | Sezon | Odcinki | Premiera sezonu      | Finał sezonu      | Premiera sezonu   | Finał sezonu         |                   |
| ----- | ----- | ------- | -------------------- | ----------------- | ----------------- | -------------------- | ----------------- |
|       | 1     | 22      | 11 października 2012 | 16 maja 2013      | 24 czerwca 2013   | 18 listopada 2013    |                   |
|       | 2     | 22      | 7 października 2013  | 7 lipca 2014      | 27 czerwca 2014   | 4 września 2014      |                   |
|       | 3     | 13      | 11 czerwca 2015      | 10 września 2015  | 27 lipca 2015     | 26 października 2015 |                   |
|       | 4     | 13      | 2 czerwca 2016       | 25 sierpnia 2016  | 4 grudnia 2016    | brak danych          |                   |